# Skol
Skol är ett ölmärke som marknadsförs av ölproducenten InBev på licens från danska Carlsberg. Skol bryggdes först 1959 för europeiska kunder. Namnet kommer från svenskans Skål, ett ord eller en fras som utropas innan förtäring av alkoholdrycker. Ölet finns i flera olika smaker.
Skol grundades 1964 i Europa. Det såldes för första gången i Brasilien1967. År 1979 var det en av de första ölsorterna som såldes i aluminiumburkar. 2004 fanns Skol i mer än 20 länder.
Den första årliga Skol Beats music festival arrangerades 2000 i São Paulo, Brasilien, där det spelas elektronisk musik; trance, techno, electro, drum and bass, house, och breakbeat. Skols nya smak; Skol Beats, påannonserades vid 2000 års festival. Den har en annorlunda smak och mindre alkoholinnehåll än den vanliga Skol. Den marknadsförs som ett öl för människor som gillar partyn och sinnesrörelse.[källa behövs] Under oktober 2006 släpptes den nya Skol lemon, och fick blandad kritik. Vissa gillade den verkligen, andra inte.[källa behövs]